# Chirnside Bridge
Die Chirnside Bridge ist eine ehemalige Straßenbrücke nahe der schottischen Ortschaft Chirnsidebridge in der Council Area Scottish Borders. 1997 wurde das Bauwerk in die schottischen Denkmallisten in der Denkmalkategorie B aufgenommen. Sie ist nicht zu verwechseln mit der nahegelegenen Chirnside Railway Bridge.

## Beschreibung
Die Chirnside Bridge wurde im mittleren 18. Jahrhundert erbaut. Die Brücke führte die A6105 über das Whiteadder Water. 1968 wurde sie durch den nebenliegenden Neubau der David Hume Bridge ersetzt, obsolet und für den Verkehr gesperrt.
Der Mauerwerksviadukt überspannt das Whiteadder Water am Südrand von Chirnsidebridge direkt neben der 1842 errichteten Chirnside Bridge Paper Mill. Die Bogenbrücke überspannt den Fluss mit drei ausgemauerten Segmentbögen. Da die Brücke nach Westen (zur Mühle) ein Höhengefälle von mehreren Metern überwindet, ist das Brückendeck abschüssig und die lichte Höhe der Bögen verringert sich nach Westen sukzessive. Der westlichste Bogen führt als Vorlandbogen über Land. Ihr Mauerwerk besteht aus Werkstein vom Sandstein. Oberhalb der Bögen markiert ein Konsolenfries den Verlauf des Brückendecks.